# Албия (Айова)
Албия (англ. Albia) — город в США, в округе Монро штата Айова. Население — 3721 человек (2020).

## География
Албия расположена по координатам 41°01′38″ с. ш. 92°48′14″ з. д.(41.027115, -92.803847). По данным Бюро переписи населения США в 2010 году город имел площадь 8,25 км², вся площадь — суша.

## Демография
| Год переписи | Нас. |  | %±     |
| ------------ | ---- |  | ------ |
| 1860         | 620  |  | —      |
| 1870         | 1621 |  | 161,5% |
| 1880         | 2435 |  | 50,2%  |
| 1890         | 2359 |  | −3,1%  |
| 1900         | 2889 |  | 22,5%  |
| 1910         | 4969 |  | 72%    |
| 1920         | 5067 |  | 2%     |
| 1930         | 4425 |  | −12,7% |
| 1940         | 5157 |  | 16,5%  |
| 1950         | 4838 |  | −6,2%  |
| 1960         | 4582 |  | −5,3%  |
| 1970         | 4151 |  | −9,4%  |
| 1980         | 4184 |  | 0,8%   |
| 1990         | 3870 |  | −7,5%  |
| 2000         | 3706 |  | −4,2%  |
| 2010         | 3766 |  | 1,6%   |
| 2020         | 3721 |  | −1,2%  |

Согласно переписи 2010 года, в городе проживало 3766 человек в 1540 домохозяйствах в составе 960 семей. Плотность населения составляла 456 человек/км². Было 1763 квартир (214/км²).
Расовый состав населения:
| - 97,5% — белых - 0,3% — чёрных или афроамериканцев - 0,3% — азиатов - 0,2% — коренных американцев |

К двум или более расам принадлежало 1,3%. Доля испаноязычных составила 1,9% всего населения.
По возрастному диапазону население распределялось следующим образом: 25,1% — лица младше 18 лет, 55,1% — лица в возрасте 18-64 лет, 19,8% — лица в возрасте 65 лет и старше. Медиана возраста жителя составляла 40 лет. На 100 человек женского пола в городе приходилось 94,1 человека; на 100 женщин в возрасте от 18 лет и старше — 86,6 мужчин также старше 18 лет.
Средний доход на одно домашнее хозяйство составил 54 787 долларов США (медиана — 44 230), а средний доход на одну семью — 65 771 доллар (медиана — 56 000). Медиана доходов составляла 41 267 долларов для мужчин и 37 337 долларов для женщин. За чертой бедности находилось 13,4% лиц, в том числе 12,5% детей в возрасте до 18 лет и 20,7% лиц в возрасте 65 лет и старше.
Гражданское трудоустроенное население составляло 160 человек. Основные отрасли занятости: образование, здравоохранение и социальная помощь — 38,2%, производство — 16,6%, розничная торговля — 10,0%, информация — 6,8%.